# Helen Boughton-Leigh
Helen Boughton-Leigh, née le 15 janvier 1906 à Cleveland et décédée le 28 décembre 1999 est une ancienne skieuse alpine britannico-américaine.
Elle courut pour la Grande-Bretagne jusqu'en 1934, puis elle prit la nationalité américaine en 1935 et disputa les Jeux olympiques de 1936 à Garmisch-Partenkirchen pour les États-Unis.

## Palmarès

### Jeux olympiques
| Épreuve / Édition              | Combiné |
| ------------------------------ | ------- |
| JO 1936 Garmisch-Partenkirchen | 21e     |

### Championnats du monde
| Épreuve / Édition               | Descente | Slalom | Combiné |
| ------------------------------- | -------- | ------ | ------- |
| Mondiaux 1932 Cortina d'Ampezzo | 23e      | 7e     | 12e     |
| Mondiaux 1933 Innsbruck         | 8e       | Argent | 4e      |
| Mondiaux 1934 Saint-Moritz      | 23e      | —      | —       |
| Mondiaux 1935 Mürren            | 10e      | 12e    | 7e      |
| Mondiaux 1936 Innsbruck         | 22e      | 21e    | 21e     |

### Arlberg-Kandahar
- Meilleur résultat : 4e place dans le slalom 1932 à Sankt Anton